# Liste elektrifizierter Bahnstrecken in Nordamerika
Diese Liste enthält die elektrifizierten Hauptbahn-Eisenbahnstrecken in Nordamerika. Nicht enthalten sind reine Bergwerks- und Anschlussbahnen.

## Vereinigte Staaten von Amerika
| Bahngesellschaft                                   | Strecke bzw. Abschnitt                                                                                   | Staat              | Strecken- länge | Stromsystem                                                                      | elektrifiziert | elektrifiziert | Bemerkung |
| Bahngesellschaft                                   | Strecke bzw. Abschnitt                                                                                   | Staat              | Strecken- länge | Stromsystem                                                                      | Beginn ab      | Ende bis       | Bemerkung |
| -------------------------------------------------- | --- | ------------------ | --------------- | -------------------------------------------------------------------------------- | -------------- | -------------- | --- |
| Boston and Albany Railroad                         | Newton Lower Falls–Riverside                                                                             | MA                 | 881,9 km        | 550 V Gleichstrom, Oberleitung                                                   | 1910           | 1930           | Personenverkehr |
| Boston and Maine Railroad                          | Hoosac-Tunnel–North Adams                                                                                | MA                 | 12,7 km         | 11 kV, 25 Hz Wechselstrom, Oberleitung                                           | 1911           | 1946           | Tunnelbetrieb |
| Boston, Revere Beach and Lynn Railroad             | Boston–Lynn und Winthrop                                                                                 | MA                 | 22,2 km         | 600 V Gleichstrom, Oberleitung                                                   | 1928           | 1940           | Vorort-Personenverkehr |
| New York, New Haven and Hartford Railroad          | Nantasket Junction–Pemberton, Braintree–Cohasset                                                         | MA                 | 32,7 km         | 600 V Gleichstrom, Oberleitung und Stromschiene                                  | 1895           | 1932           | Personenverkehr |
| New York, New Haven and Hartford Railroad          | Hartford–Bristol/Middletown, Westfield–Meriden, Middletown–Cromwell                                      | CT                 |                 | 600 V Gleichstrom, Stromschiene                                                  | 1896           | 1906           | Personenverkehr |
| New York, New Haven and Hartford Railroad          | Manufacturers Railroad in New Haven                                                                      | CT                 |                 | 600 V Gleichstrom, Oberleitung                                                   | 1896           | 1948           | Rangierbetrieb |
| New York, New Haven and Hartford Railroad          | Stamford–New Canaan                                                                                      | CT                 |                 | 600 V Gleichstrom 11 kV 25 Hz Wechselstrom 12 kV, 60 Hz Wechselstrom Oberleitung | 1899           |                | 1908 und 1985/86 Umstellung Stromsystem, heute Betrieb durch Metro-North Railroad |
| New York, New Haven and Hartford Railroad          | Tafts–Central Village                                                                                    | CT                 |                 | 600 V Gleichstrom, Oberleitung                                                   | 1906           | 1930           | Personenverkehr |
| New York, New Haven and Hartford Railroad          | East Hartford–Melrose und Rockville                                                                      | CT                 |                 | 600 V Gleichstrom, Oberleitung                                                   | 1907           | 1930           | Personenverkehr |
| New York, New Haven and Hartford Railroad          | Providence–Warren-Bristol (Rhode Island) und Fall River                                                  | RI, MA             | 38,6 km         | 650 V Gleichstrom, Oberleitung                                                   | 1901           | 1938           | Personenverkehr |
| New York, New Haven and Hartford Railroad          | (New York)-Harlem River–New Haven–Cedar Hill Yard, Woodlawn–New Rochelle                                 | NY, CT             |                 | 11 kV, 25 Hz Wechselstrom 12 kV, 60 Hz Wechselstrom Oberleitung                  | 1907–1915      |                | 1985/86 Umstellung Stromsystem, heute Betrieb durch Metro-North Railroad |
| New York, New Haven and Hartford Railroad          | South Norwalk–Danbury                                                                                    | CT                 |                 | 11 kV, 25 Hz Wechselstrom, Oberleitung                                           | 1925           | 1961           | |
| Amtrak                                             | New Haven–Boston                                                                                         | CT, RI, MA         | 251 km          | 25 kV, 60 Hz Wechselstrom, Oberleitung                                           | 2000           |                | Personenfernverkehr |
| Baltimore and Ohio Railroad                        | Howard Street Tunnel in Baltimore                                                                        | MD                 | 5,8 km          | 650 V Gleichstrom, Stromschiene                                                  | 1895           | 1952           | Tunnelbetrieb |
| Baltimore and Ohio Railroad                        | SIRT Arlington–South Beach (New York) und Tottenville                                                    | NY                 | 33,8 km         | 650 V Gleichstrom, Stromschiene                                                  | 1925           |                | Vorort-Personenverkehr, 1953 Strecken nach Arlington und South Beach eingestellt, Reststrecke St. George–Tottenville heute Betrieb durch MTA                                                                     |
| Delaware, Lackawanna and Western Railroad          | Hoboken-Newark-Gladstone und Dover                                                                       | NJ                 | 112,6 km        | 3000 V Gleichstrom 25 kV, 60 Hz Wechselstrom, Oberleitung                        | 1930/1931      |                | Vorort-Personenverkehr, 1984 Umstellung Stromsystem, heute Betrieb durch New Jersey Transit |
| Erie Railroad                                      | Rochester–Avon, Avon–Mount Morris                                                                        | NY                 | 54,7 km         | 11 kV, 25 Hz Wechselstrom, Oberleitung                                           | 1907           | 1934           | Personenverkehr |
| Hudson and Manhattan Railroad                      | Newark–New York City                                                                                     | NJ, NY             | 22,2 km         | 600 V Gleichstrom, Stromschiene                                                  | 1908–1911      |                | Vorort-Personenverkehr, Tunnelbetrieb Hudson River, heute Betrieb durch PATH |
| Long Island Rail Road                              | | NY                 | 203,5 km        | 650 V Gleichstrom, Stromschiene                                                  | 1905–1988      |                | Vorort-Personenverkehr, zw. 1932–1950 wurden einige Strecken stillgelegt, Betrieb heute durch Metropolitan Transportation Authority                                                                              |
| Long Island Rail Road                              | Bay Ridge–Fresh Pond Junction                                                                            | NY                 | 19,1 km         | 11 kV, 25 Hz Wechselstrom, Oberleitung                                           | 1927           | 1969           | Güterverkehr |
| New York Central and Hudson River Railroad         | 23rd Street Station und Grand Central Terminal–Croton-on-Hudson und Brewster sowie Nebenstrecken         | NY                 | 157,3 km        | 660 V Gleichstrom, Stromschiene                                                  | 1906–1931      |                | Rauchvermeidung im Stadtgebiet New York, einige Strecken zwischen 1943 und 1959 stillgelegt, heute Vorort-Personenverkehr durch Metro-North Railroad                                                             |
| NYNH&H – New York Connecting Railroad              | Port Morris–Fresh Pond Junction/Sunnyside Yard                                                           | NY                 | 14,5 km         | 11 kV, 25 Hz Wechselstrom, Oberleitung                                           | 1918/1927      |                | Strecke über Hell Gate Bridge, Abschnitt zum Sunnyside Yard 1969 stillgelegt, heute Betrieb durch Amtrak |
| New York, Westchester and Boston Railway           | Harlem River Terminal–PortChester und White Plains                                                       | NY                 | 41,7 km         | 11 kV, 25 Hz Wechselstrom, Oberleitung                                           | 1912–1929      | 1937           | Vorort-Personenverkehr |
| Niagara Junction Railway                           | Niagara Falls                                                                                            | NY                 | 17,7 km         | 660 V Gleichstrom, Oberleitung                                                   | 1913           | 1979           | Rangierverkehr |
| PRR – Burlington and Mount Holly Traction Railroad | Burlington–Mount Holly                                                                                   | NJ                 | 11,6 km         | 500 V Gleichstrom, Oblerleitung                                                  | 1895           | 1901           | Experimentalbetrieb Personenverkehr |
| PRR – West Jersey and Seashore Railroad            | Camden-Millville und Atlantic City                                                                       | NJ                 | 120,7 km        | 650 V Gleichstrom, Stromschiene und Oberleitung                                  | 1906           | 1949           | Personenverkehr |
| Pennsylvania Railroad                              | Dillsburg–Mechanicsburg                                                                                  | PA                 | 12,4 km         | 600 V Gleichstrom, Oberleitung                                                   | 1906           | 1928           | Experimentalbetrieb Personenverkehr |
| Pennsylvania Railroad                              | New York Pennsylvania Station–Manhattan Transfer                                                         | NJ                 | 21,6 km         | 675 V Gleichstrom, Stromschiene 11 kV, 25 Hz Wechselstrom, Oberleitung           | 1910           |                | Tunnelbetrieb Hudson River, 1932 Umstellung Stromsystem zwischen Manhattan Transfer und Tunnel, heute Betrieb durch Amtrak                                                                                       |
| Pennsylvania Railroad                              | New York City–Washington, D.C., Perryville-Harrisburg, Trenton–Enola und weitere Nebenstrecken           | NY, NJ, PA, DE, MD | 1055,5 km       | 11 kV, 25 Hz Wechselstrom, Oberleitung                                           | 1915–1938      |                | 1960–1981 verschiedene Streckenabschnitte stillgelegt, 1981 Güterverkehr auf dem gesamten Netz eingestellt; Personenfernverkehr durch Amtrak auf den Strecken New York–Washington, D.C., Philadelphia-Harrisburg |
| Reading Company                                    | Philadelphia Reading Terminal–Norristown, Chestnut Hill, Doylestown, Warminster, West Trenton, Fox Chase | PA                 | 150 km          | 11 kV, 25 Hz Wechselstrom, Oberleitung                                           | 1931–1973      |                | Vorort-Personenverkehr, heute Betrieb durch SEPTA |
| Norfolk and Western Railway                        | Iaeger–Bluefield und Nebenstrecken                                                                       | WV                 | 89,9 km         | 11 kV 25 Hz Wechselstrom, Oberleitung                                            | 1915–1924      | 1950           | Tunnel- und Steigungsbetrieb |
| Virginian Railway                                  | Roanoke–Mullens                                                                                          | VA, WV             | 216,4 km        | 11 kV 25 Hz Wechselstrom, Oberleitung                                            | 1925           | 1962           | Tunnel- und Steigungsbetrieb Güterverkehr |
| Cleveland Union Terminal Company                   | Collinwood–Linndale                                                                                      | OH                 | 27,4 km         | 3000 V Gleichstrom, Oberleitung                                                  | 1930           | 1953           | Rauchvermeidung im Cleveland Union Terminal |
| Detroit, Toledo and Ironton Railroad               | Fordton–Flat Rock                                                                                        | MI                 | 25,7 km         | 22 kV, 25 Hz Wechselstrom, Oberleitung                                           | 1926           | 1930           | |
| Illinois Central Railroad                          | Chicago–Richton und Nebenstrecken                                                                        | IL                 | 63,7 km         | 150 V Gleichstrom, Oberleitung                                                   | 1926/1977      |                | Vorort-Personenverkehr, heute Betrieb durch METRA Electric |
| Muskingum Electric Railroad                        | Muskingum Mine–Muskingum Power Plant                                                                     | OH                 | 14,1 km         | 25 kV, 60 Hz Wechselstrom, Oberleitung                                           | 1968           | 2002           | Kohletransport zum Kraftwerk |
| Michigan Central Railroad                          | Detroit–Windsor                                                                                          | MI, ON             | 7,2 km          | 650 V Gleichstrom, Stromschiene                                                  | 1910           | 1953           | Tunnelbetrieb Michigan Central Railway Tunnel |
| Black Mesa and Lake Powell Railroad                | Black Mesa Mine–Navajo Generating Station                                                                | AZ                 | 125,5 km        | 50 kV, 60 Hz Wechstrom, Oberleitung                                              | 1973           |                | Kohletransport zum Kraftwerk |
| Butte, Anaconda and Pacific Railway                | Butte–Anaconda–Southern Cross                                                                            | MT                 | 60,2 km         | 2400 V Gleichstrom, Oberleitung                                                  | 1913           | 1967           | Kupfererz-Transport vom Kupferbergwerk Anakonda |
| Chicago, Milwaukee, St. Paul and Pacific Railroad  | Harlowtown–Avery                                                                                         | MT, ID             | 704,9 km        | 3000 V Gleichstrom, Oberleitung                                                  | 1916           | 1974           | |
| Chicago, Milwaukee, St. Paul and Pacific Railroad  | Seattle/Tacoma–Othello                                                                                   | WA                 | 333,1 km        | 3000 V Gleichstrom, Oberleitung                                                  | 1919/1927      | 1972           | |
| Chicago, Milwaukee, St. Paul and Pacific Railroad  | Great Falls Yard                                                                                         | MT                 |                 | 1500 V Gleichstrom, Oberleitung                                                  | 1915           | 1937           | Rangierbetrieb |
| Deseret Power Railroad                             | Deseret Mine–Bonanza Power Plant                                                                         | UT, CO             | 56,3 km         | 50 kV 60 Hz, Oberleitung                                                         | 1984           |                | Kohletransport zum Kraftwerk |
| Great Northern Railway                             | Wenatchee–Skykomish                                                                                      | WA                 | 117,3 km        | 6600 V 25 Hz Drehstrom 11 kV 25 Hz Wechselstrom, Oberleitung                     | 1909           | 1956           | Tunnelbetrieb Cascade Tunnel, 1927 Umstellung Stromsystem und Verlängerung der elektrifizierten Strecke |
| Navajo Mine Railroad                               | Lowe Stockpile–Four Corners Power Plant                                                                  | NM                 | 22,5 km         | 25 kV, 60 Hz Wechselstrom, Oberleitung                                           | 1983           |                | Kohletransport zum Kraftwerk |
| Northwestern Pacific Railroad                      | Sausalito–San Anselmo und San Rafael sowie Nebenstrecken                                                 | CA                 | 33,1 km         | 600 V Gleichstrom, Oberleitung                                                   | 1903–1908      | 1941           | Vorort-Personenverkehr |
| Southern Pacific Railroad                          | Oakland–Alameda und Berkeley                                                                             | CA                 | 79,8 km         | 1200 V Gleichstrom, Oberleitung                                                  | 1911           | 1941           | Vorort-Personenverkehr |
| TXU Corporation                                    | North Winfield Mine–Kraftwerk Monticello–Monticello                                                      | TX                 | 30,6 km         | 25 kV, 60 Hz Wechselstrom, Oberleitung                                           | 1976           | bis ca. 2010   | Kohletransport zum Kraftwerk |
| TXU Corporation                                    | Oak Hill Mine–Kraftwerk Martin Lake–Tatum Mine                                                           | TX                 | 20,9 km         | 25 kV, 60 Hz Wechselstrom, Oberleitung                                           | 1976           | 2011           | Kohletransport zum Kraftwerk |

### Interurban
| Bahngesellschaft                | Strecke bzw. Abschnitt                  | Staat | Strecken- länge | Stromsystem                     | Beginn    | Ende | Bemerkung                                  |
| ------------------------------- | --------------------------------------- | ----- | --------------- | ------------------------------- | --------- | ---- | ------------------------------------------ |
| Aroostook Valley Railroad       | Presque Isle–Caribou (Streckenartikel)  | ME    | 36,4 km         | 1200 V Gleichstrom, Oberleitung | 1910–1912 | 1946 | später stillgelegt                         |
| Aroostook Valley Railroad       | Presque Isle Junction–Washburn Junction | ME    | 3,5 km          | 1200 V Gleichstrom, Oberleitung | 1910      | 1946 | später stillgelegt                         |
| Aroostook Valley Railroad       | Carson–Sweden (Streckenartikel)         | ME    | 11,8 km         | 1200 V Gleichstrom, Oberleitung | 1911      | 1946 | später stillgelegt                         |
| Sanford and Eastern Railroad    | Springvale–Sanford                      | ME    | 3,5 km          |                                 | 1893      | 1947 | später stillgelegt                         |
| Mason City & Clear Lake Railway | Mason City–Clear Lake                   | IA    | 27,0 km         |                                 | 1896      |      | heute Betrieb durch Iowa Traction Railroad |

## Kanada
| Bahngesellschaft           | Strecke bzw. Abschnitt                               | Staat  | Strecken- länge | Stromsystem                                                          | Elektrifizierung | Elektrifizierung | Bemerkung |
| Bahngesellschaft           | Strecke bzw. Abschnitt                               | Staat  | Strecken- länge | Stromsystem                                                          | Beginn ab        | Ende bis         | Bemerkung |
| -------------------------- | ---------------------------------------------------- | ------ | --------------- | -------------------------------------------------------------------- | ---------------- | ---------------- | --- |
| British Columbia Railway   | Wakely–Quinette (Tumbler Ridge)                      | BC     | 130,3 km        | 50 kV 60 Hz Wechselstrom, Oberleitung                                | 1984             | 2000             | Tunnelbetrieb, Güterverkehr |
| Canadian National Railway  | Port Huron–Sarnia                                    | ON, MI | 6,75 km         | 3300 V, 25 Hz Wechselstrom, Oberleitung                              | 1908             | 1958             | Tunnelbetrieb St. Clair Tunnel |
| Canadian National Railway  | Montreal–Deux Montagnes, Cartierville, Montreal Nord | QC     | 43,4 km         | 2400 V Gleichstrom, Oberleitung 25 kV 60 Hz Wechselstrom Oberleitung | 1918–1946        |                  | Tunnel- und Vorort-Personenverkehr, einige Teilstrecken 1958–1988 stillgelegt, 1995 Umstellung Stromsystem, heute Betrieb durch Sociéte de transport de la Communauté urbaine de Montréal |
| Iron Ore Company of Canada | Labrador City                                        | NL     | 12,1 km         | 2300 V, 60 Hz Wechselstrom, Oberleitung                              | 1963             |                  | automatischer Erztransport |
| Montreal Harbor Commission | Montreal Harbor                                      | QC     | 30,6 km         | 2400 V Gleichstrom, Oberleitung                                      | 1922             | 1942             | Rauchvermeidung Güterverkehr |

## Mexiko
| Bahngesellschaft                                             | Strecke bzw. Abschnitt                 | Streckenlänge | Stromsystem                            | Elektrifizierung | Elektrifizierung | Bemerkung                               |
| Bahngesellschaft                                             | Strecke bzw. Abschnitt                 | Streckenlänge | Stromsystem                            | Beginn ab        | Ende bis         | Bemerkung                               |
| ------------------------------------------------------------ | -------------------------------------- | ------------- | -------------------------------------- | ---------------- | ---------------- | --------------------------------------- |
| Ferrocarril National de Mexico                               | Ciudad de México–Santiago de Querétaro | 218,8 km      | 25 kV, 60 Hz Wechselstrom, Oberleitung | 1994             | 1996             | Elektrischer Betrieb findet nicht statt |
| Ferrocarril Suburbano del Valle de Mexico                    | Ciudad de México–Cuautitlán            | 27 km         | 25 kV, 60 Hz Wechselstrom, Oberleitung | 2008             |                  |                                         |
| Ferrocarril Mexicano                                         | Esperanza–Paso del Macho               | 103 km        | 3000 V Gleichstrom, Oberleitung        | 1924–1928        | 1974             | Strecke zu größten Teil aufgegeben      |
| Potosí Mining Company Railway Minerales Nationales de Mexico | El Potosí Mine–Morse Smelter Chihuahua | 24 km         | 600 V Gleichstrom, Oberleitung         | 1925             |                  | Schmalspur 762 mm                       |

## Costa Rica
| Bahngesellschaft                  | Strecke bzw. Abschnitt             | Streckenlänge | Stromsystem                           | Elektrifizierung | Elektrifizierung | Bemerkung          |
| Bahngesellschaft                  | Strecke bzw. Abschnitt             | Streckenlänge | Stromsystem                           | Beginn ab        | Ende bis         | Bemerkung          |
| --------------------------------- | ---------------------------------- | ------------- | ------------------------------------- | ---------------- | ---------------- | ------------------ |
| Ferrocarriles de Costa Rica       | Río Frío (Costa Rica)–Puerto Limón | 106,2 km      | 25 kV 60 Hz Wechselstrom, Oberleitung | 1982             | 1995             | Schmalspur 1067 mm |
| Ferrocarril Electrico al Pacifico | Puntarenas–San Jose                | 127,1 km      | 15 kV 20 Hz Wechselstrom, Oberleitung | 1929             | 1995             | Schmalspur 1067 mm |